# Parc attractif Reine Fabiola
Le parc attractif Reine Fabiola (en abrégé, le "PARF") est un parc de loisirs belge fondé en 1959, qui est aujourd'hui géré par le service Jeunesse de la Ville de Namur.

Le Parc s'est vu octroyer le label "attraction touristique certifiée" (anciennement label 4 Soleils - sur 5 possibles -) par le Commissariat Général au Tourisme de la Région wallonne.

## Historique

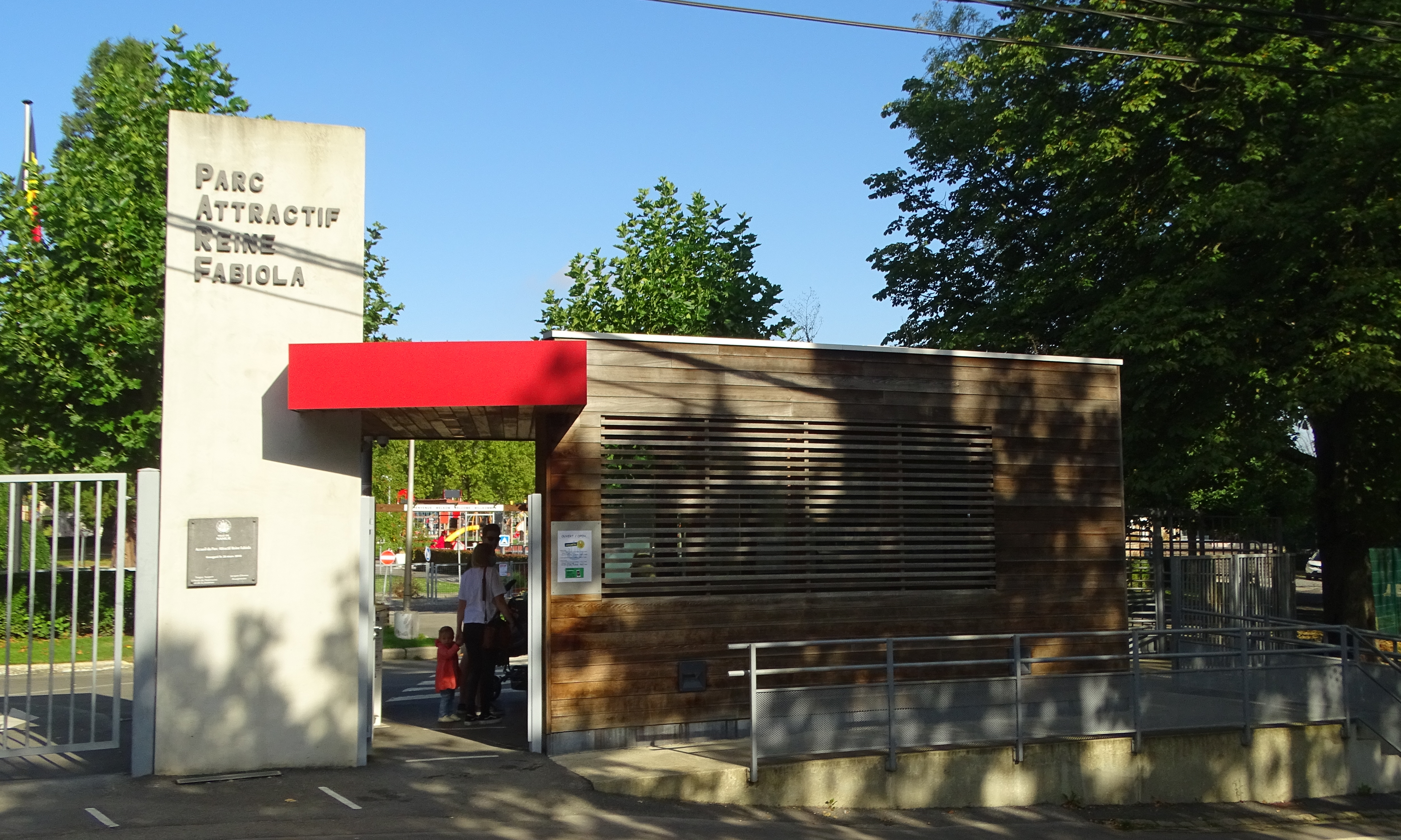
L'entrée du parc.

Initialement créé sous le patronyme de centre attractif et éducatif de la Citadelle en 1959, il change d'appellation en 1962, à la suite de la visite du couple royal lors de sa Joyeuse Entrée à Namur. En hommage à la nouvelle reine des Belges, le parc devient le centre attractif Reine Fabiola, en abrégé CARF.
En 1995, le CARF prend sa dénomination actuelle de parc attractif Reine Fabiola (PARF), à l'occasion de la reprise de sa gestion par la ville de Namur via l'ASBL para-communale Elan-Jeunesse-Namur (en abrégé Elan-J).
En 2000, l'ASBL Élan-J disparaît pour laisser place à une gestion 100% communale, confiée au service Jeunesse.
En 2018, le PARF a accueilli plus de 70 000 visiteurs payants, un record absolu depuis 1959.
En 2024, le nombre de visiteurs payants s'élevait à près de 68 000 personnes.

## Description
Situé au sommet de la citadelle de Namur, il est principalement destiné aux enfants de 3 à 12 ans ainsi qu'aux familles et est articulé autour d'une grande plaine de jeux de plus de 1,5 hectare. Il compte aussi un espace barbecue et une cafétéria avec terrasse. 

Le PARF inaugure traditionnellement sa saison touristique chaque premier samedi du mois d'avril. La saison se termine à la fin des vacances d'automne, début novembre.

## Attractions
- Go-karts à pédales (cuistax ou rosalie) [2]
- Voiturettes électriques
- Trampolines
- Minigolf (18 trous)
- Accrobranche (circuit suspendu, pour les enfants de 8 à 12 ans)
- Châteaux gonflables
- Espace sable pour les plus petits
- Tour-toboggan [3],[4]
- Nombreux modules de jeux (châteaux, murs d'escalade, toboggans, mini téléphériques, balançoires...)

## Facilités
- Cafétéria avec terrasse[5]
- Espace barbecue
- Accessible aux personnes moins valides.
- Parking extérieur gratuit.

## Animations
Parmi les animations proposées durant la saison, la plus prisée est sans doute la traditionnelle Chasse aux œufs (gratuite) qui se déroule chaque week-end de Pâques, le plus souvent le Lundi.

## Galerie

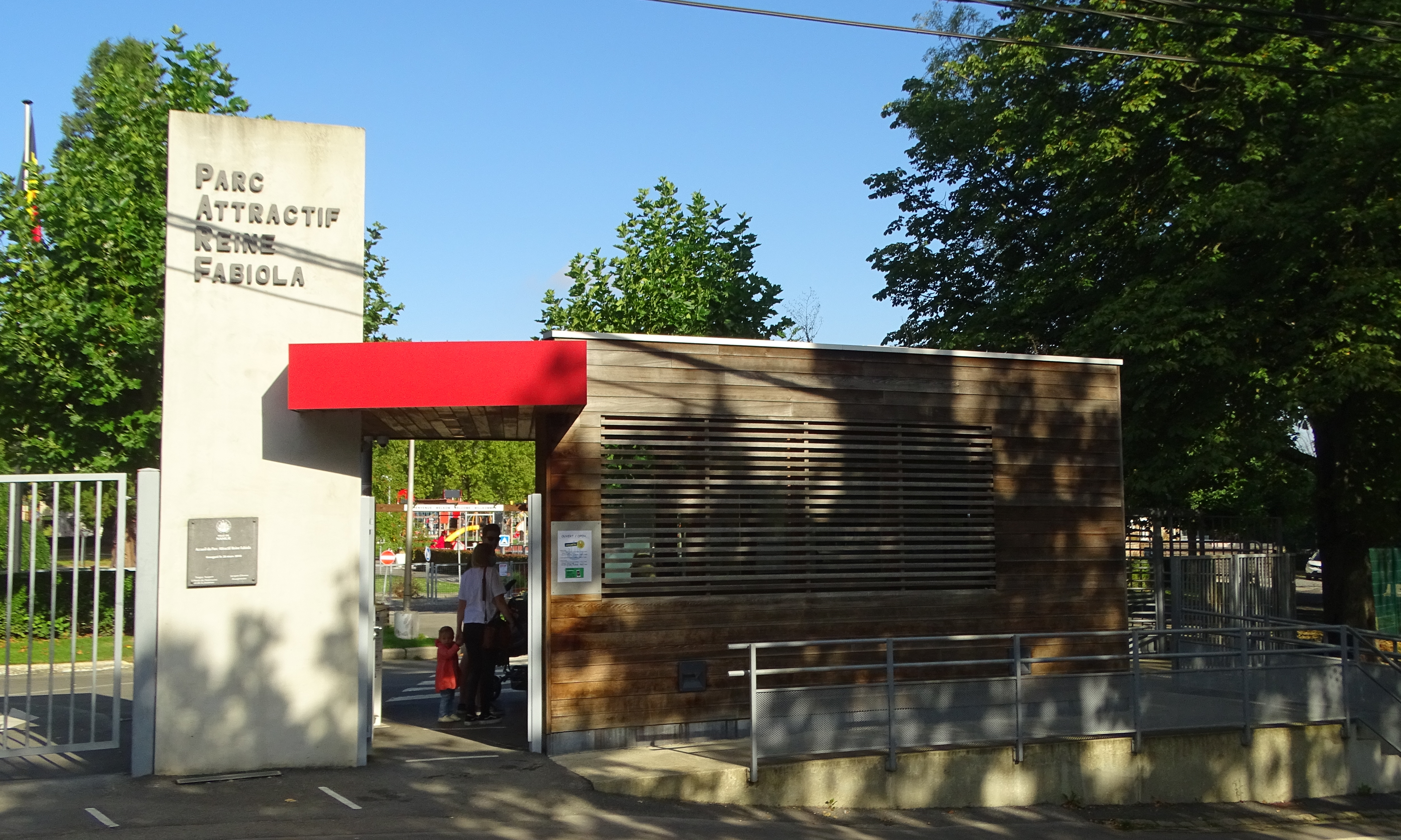
L'entrée du parc.
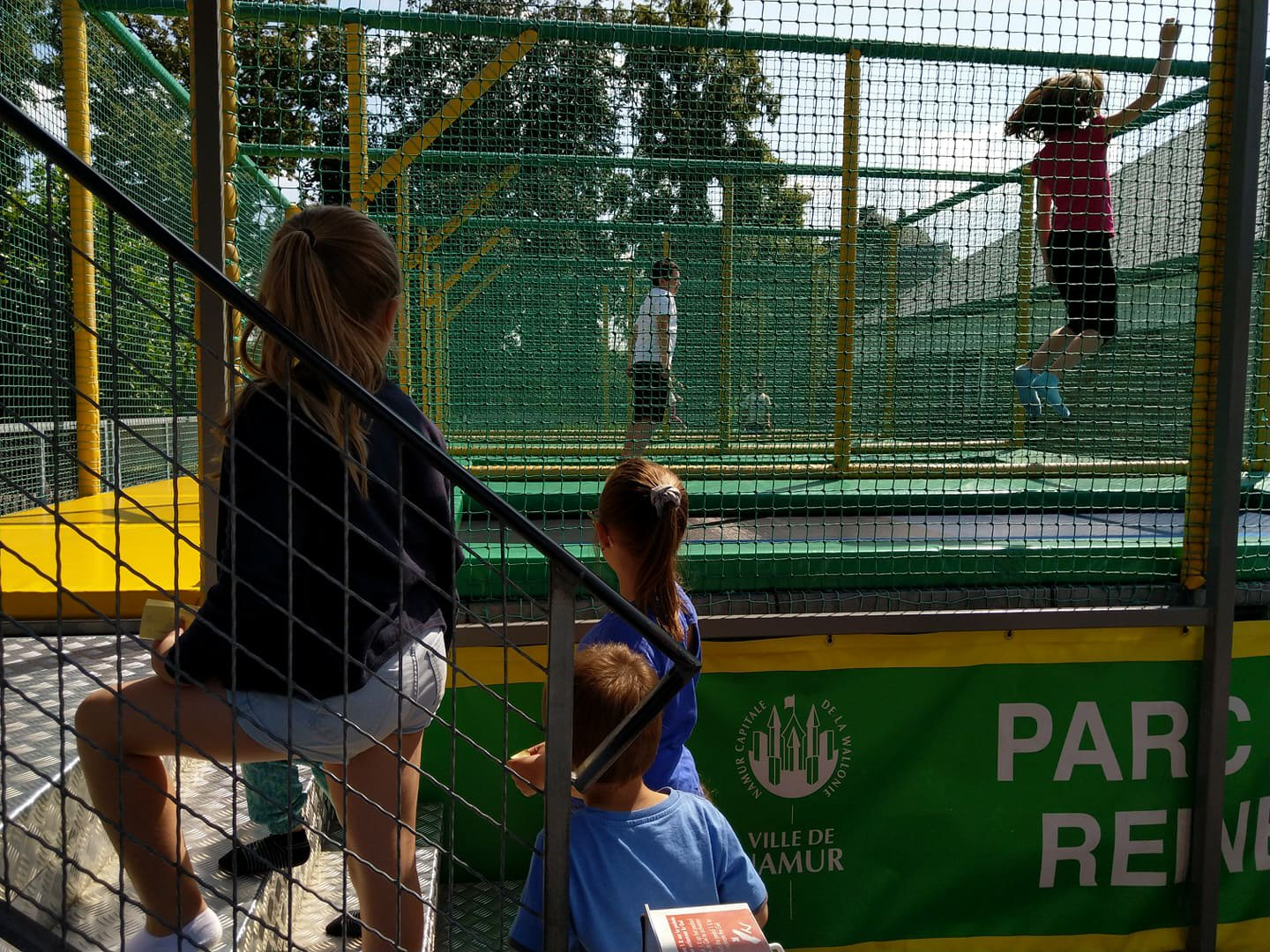
Les trampolines.
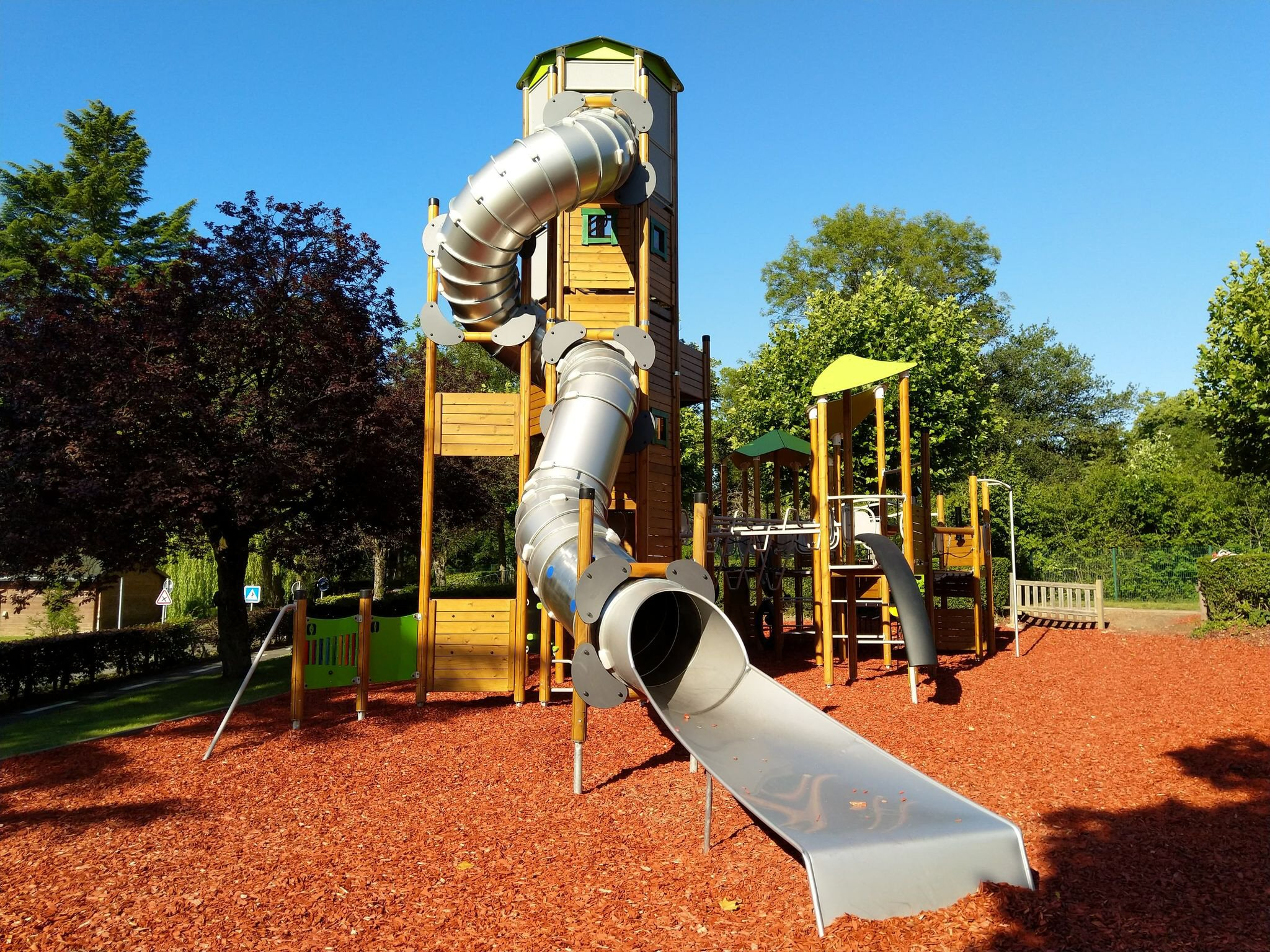
La tour-toboggan.
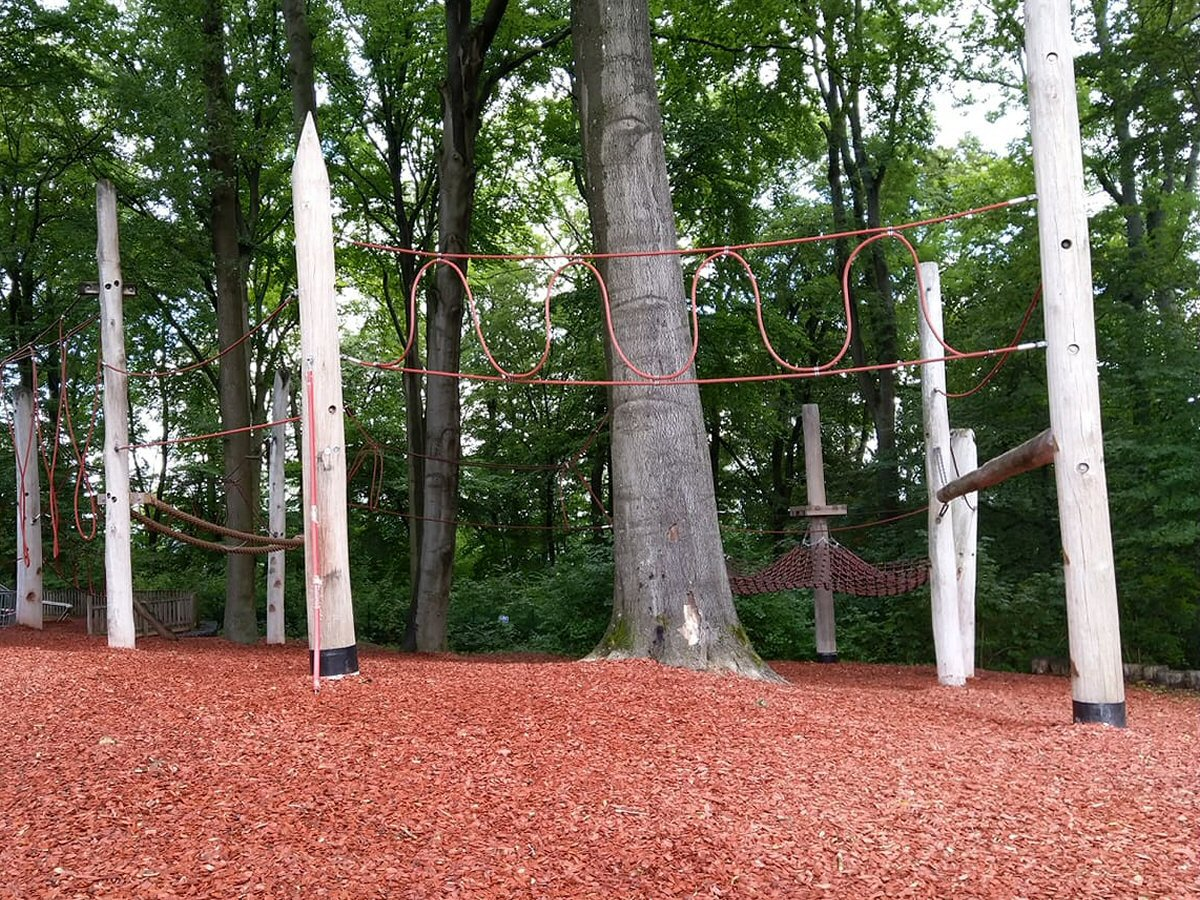
Le mini-accrobranche situé à l'arrière du PARF.

## Logos
Le PARF inaugure un nouveau logo le 31 mars 2023.

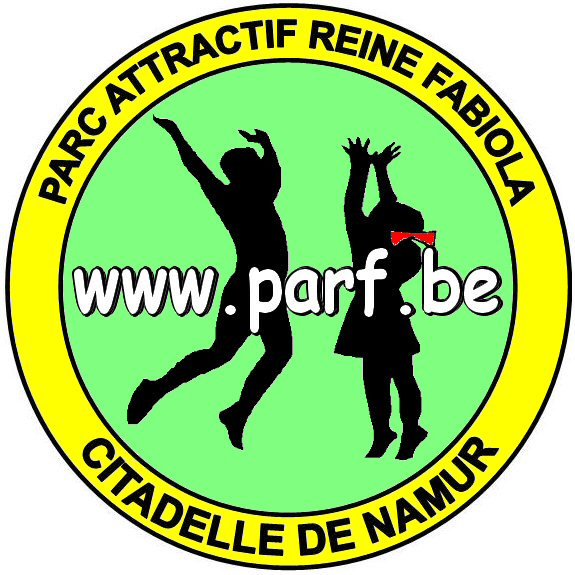
2006-2008
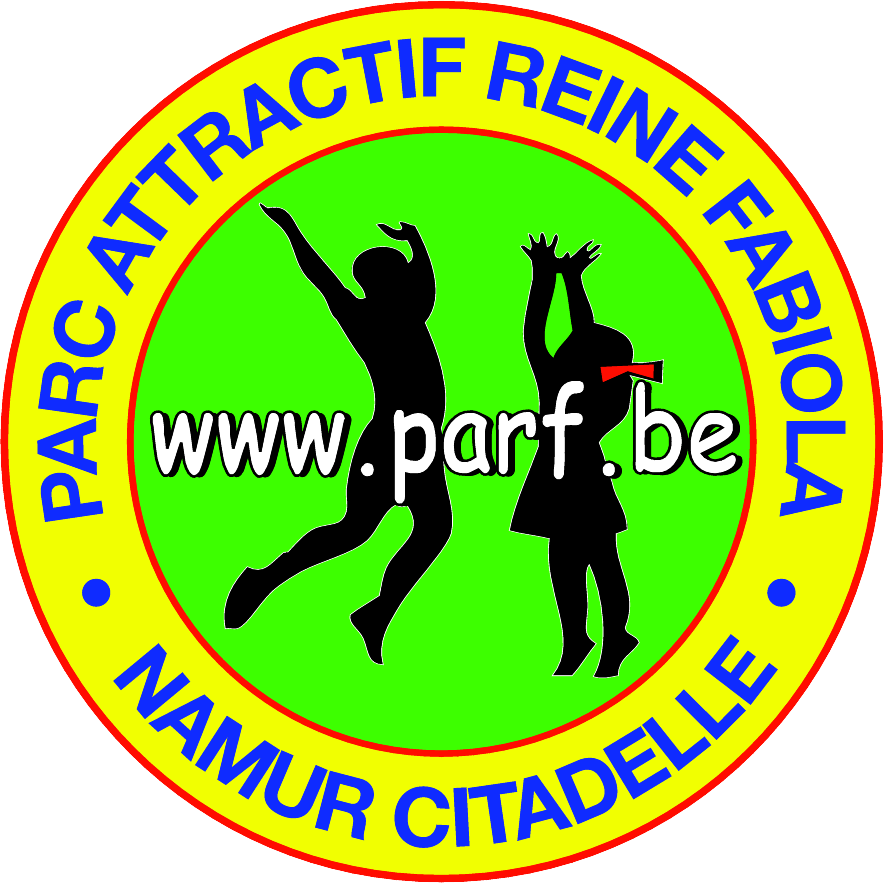
2009
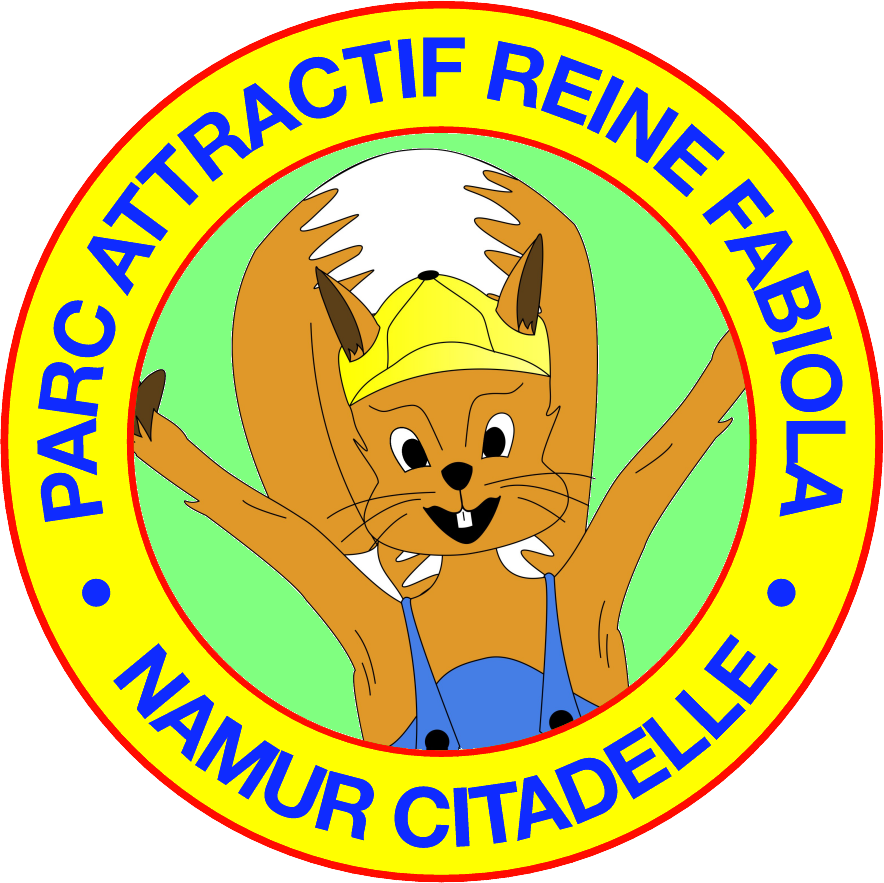
2010-2023
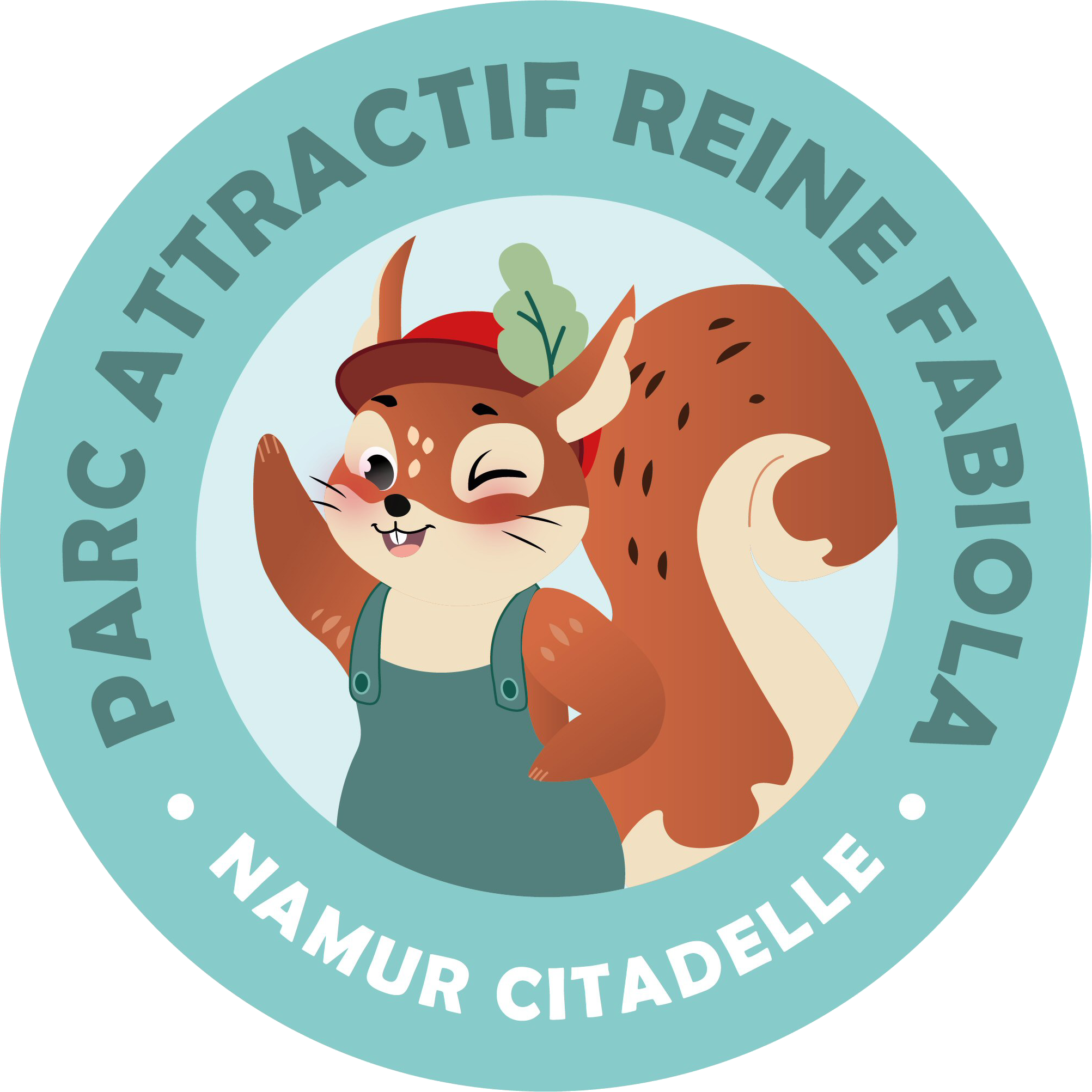
2023-